# Andrzej Łahodowski
Andrzej Łahodowski, czasem Andrzej Łachodowski (zm. przed 26 grudnia 1614) – poborca (1606) i pisarz ziemski lwowski (nominacja od 8 października 1612). Przedstawiciel Łahodowskich, rodu szlacheckiego pochodzenia rusińskiego herbu Korczak.
Jego ojcem był Aleksander Wańko Łahodowski (1524/1525–1574) – poborca lwowski w 1564, opiekun monasteru w Uniowie, matką zaś żona ojca Barbara z Sienna. Bratem Andrzeja był Jan Łahodowski (zm. 1622) – kasztelan wołyński.
W 1609 Andrzej Łahodowski sprzedał miasto Pohorelcze, wsi Turkocin, Stanimierz, Dworzyska, Podhajczyki i Załuka za 33000 florenów Janowi Zamoyskiemu, arcybiskupowi metropolicie lwowskiemu.
Zmarł bezdzietny w 1614. Wdowa po nim, Zofia z Przezwodów Piasecka, córka Floriana, zmarła w 1630.